# Автошлях Т 2207
Автошлях Т 2207 — автомобільний шлях місцевого значення довжиною 127,2 км, що проходить через Бериславський, Великоолександрівський, Високопільський та Нововоронцовський райони через Велику Олександрівку — Високопілля — Архангельське — Берислав.